# Vườn quốc gia Tresticklan
Vườn quốc gia Tresticklan là một vườn quốc gia ở đô thị Dals-Ed, dọc theo biên giới với Na Uy, tây bắc Dalsland, Thụy Điển. Tên của nó bắt nguồn từ Hồ Stora Tresticklan và "Trestickel" có nghĩa là đinh ba, có lẽ để ám chỉ hình dạng của hồ. Vườn quốc gia này có một trong số ít các khu rừng nguyên sinh ở phía nam dãy núi Scandinavia. Được lập năm 1996 và có diện tích 28,97 km², đỉnh cao nhất trong khu vực này là Orshöjden.